# Санкт-Петербургский государственный лесотехнический университет
Санкт-Петербу́ргский госуда́рственный лесотехни́ческий университе́т им. С. М. Ки́рова (СПбГЛТУ) (также известен как Лесотехническая академия, ЛТА) — государственное высшее учебное заведение Санкт-Петербурга, которое реализует образовательные программы высшего и послевузовского профессионального образования; осуществляет подготовку, переподготовку и повышение квалификации специалистов высшей квалификации для производственной, научной и научно-педагогической деятельности в области лесного хозяйства, лесной, деревообрабатывающей, лесохимической, целлюлозно-бумажной, гидролизной промышленности; выполняет фундаментальные и прикладные научные исследования. Университет является ведущим научным и методическим центром высших лесотехнических учебных заведений Российской Федерации. Первый лесной вуз России, основанный в 1803 году указом императора Александра I.

## История

### Учебное заведение до 1917 года

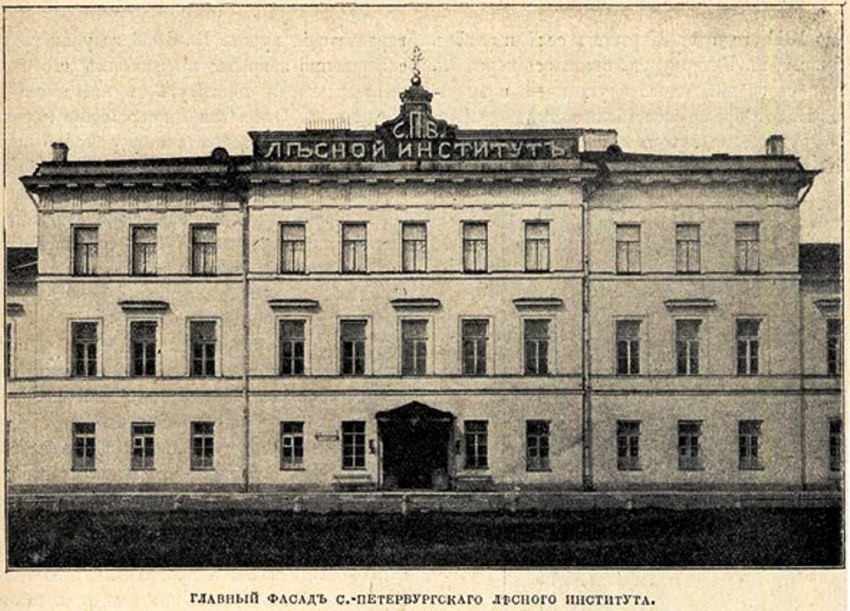
Главный фасад Лесного института в Санкт-Петербурге

- 19 мая 1803 года высочайшим указом было утверждено Положение об учреждении Практического лесного училища в царском селе[2]. В ряде официальных документов учебное заведение именовалось Царскосельским лесным институтом.
- В январе 1811 года Царскосельский лесной институт переведён в Санкт-Петербург на Выборгскую сторону (институт разместился в деревянных постройках старой фермы). После соединения с ним Орловского лесного института (учрежденного в 1808 году директором Государственных лесов Орловым) назван Форст-Институтом.
- В 1813 году к Форст-Институту присоединён Козельский лесной институт (основан в 1804 году). Объединённое учебное заведение получило название Санкт-Петербургский лесной институт.
- В 1826—1833 годах архитекторами И. Ф. Лукини и А. Неллингером были построены четыре отдельных академических корпуса.
- В 1829 году Форст-институт был переименован в Лесной институт, курс обучения был увеличен с 4 до 6 лет и в него стали принимать детей от 10 до 14 лет.
- В 1837 году Санкт-Петербургский лесной институт преобразован в военно-учебное заведение под названием Лесной и межевой институт.
- В 1862 году Лесной и межевой институт закрыт. Образована Лесная академия.
- В 1863—1864 годах осуществлен перевод из Горы-Горок в Санкт-Петербург в здания Лесной академии Земледельческого института. Образован Санкт-Петербургский земледельческий институт с двумя отделениями: агрономическим и лесным.
- В 1865 году Лесная академия закрыта.
- В ноябре 1877 года закрыто агрономическое отделение Земледельческого института в связи с преобразованием его в Санкт-Петербургский лесной институт
- В 1914 году Санкт-Петербургский лесной институт переименован в Петроградский лесной институт.

### Учебное заведение после 1917 года
- В 1924 году Институт назван Ленинградским лесным институтом.
- В 26 ноября 1929 года вышло Постановление ВЦИК о преобразовании Ленинградского лесного института в Лесотехническую академию.
- 27 сентября 1935 года Ленинградской лесотехнической академии присвоено имя С. М. Кирова.
- 15 октября 1953 года Указом Президиума Верховного Совета СССР Ленинградская лесотехническая академия им. С. М Кирова награждена орденом Ленина.
- 13 февраля 1992 года Ленинградская лесотехническая академия переименована в Санкт-Петербургскую ордена Ленина лесотехническую академию им. С. М. Кирова.
- 26 июля 1993 года — Санкт-Петербургская лесотехническая академия им. С. М. Кирова.
- 30 апреля 1997 года — ГОУ ВПО Санкт-Петербургская государственная Лесотехническая академия им. С. М. Кирова.
- 10 февраля 2011 года — присвоен статус университета.
- с 18 марта 2016 года  — ФГБОУ ВО «Санкт-Петербургский государственный лесотехнический университет имени С.М. Кирова»

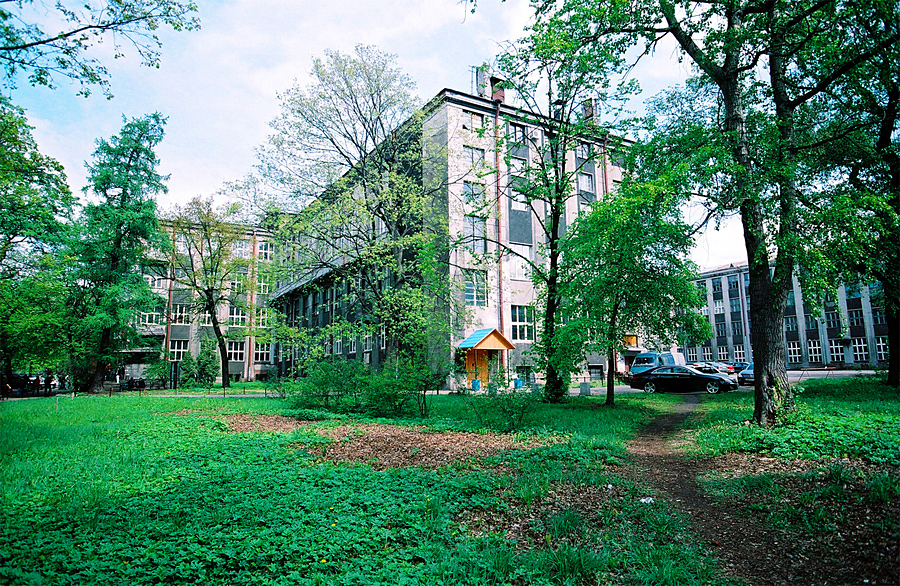
Второй учебный корпус ЛТУ

## Институты, факультет и отделение
Шесть институтов Лесотехнического университета расположены в четырёх учебных корпусах на территории старейшего парка Санкт-Петербурга, общая площадь которого превышает 65 Га, парк был основан в 1827 году.
- Институт леса и природопользования (ИЛиП)
- Институт технологических машин и транспорта леса (ИТМиТЛ)
- Институт химической переработки биомассы дерева и техносферной безопасности (ИХПБДиТБ)
- Институт лесного бизнеса и инноватики (ИЛБиИ)
- Институт ландшафтной архитектуры, строительства и обработки древесины (ИЛАСиОД)
- Межотраслевой институт дополнительного образования (МИДО)
- Факультет среднего профессионального образования "Колледж автоматизации лесопромышленного производства" (ФСПО КАЛП)

## Нынешний вид
5 мая 2020 года в группе в VK «Forest Today — про лес и лесной сектор» были опубликованы фотографии зданий и парка СПбГЛТУ:
|  |  |  |  |

## Руководители
- Штейн Фридрих-Казимир (1803-1811) – основоположник лесного образования в России, директор-наставник Царскосельского практического лесного училища.
- Стефан Фридрих Христианович (1811-1814) – директор Санкт-Петербургского Форст-института.
- Медер Павел Иванович (1815-1821) – директор Санкт-Петербургского лесного института.
- Брейтенбах Филипп Франц (1821-1837) – директор Санкт-Петербургского лесного института, учредил Лисинское учебное лесничество.
- Ламздорф Николай Матвеевич (1837-1843) – директор Санкт-Петербургского лесного и межевого института.
- Швенгельм Егор Петрович (1843-1858) – директор Санкт-Петербургского лесного и межевого института.
- Виктор Семёнович Семёнов (1858) – исполняющий обязанности директора Санкт-Петербургского лесного и межевого института.
- Логгинов Александр Алексеевич (1858-1860) – директор Санкт-Петербургского лесного и межевого института.
- Пажон де Монсе (1860-1862) – директор Санкт-Петербургского лесного и межевого института.
- Иван Гаврилович Войнюков (1862—1864) – директор Санкт-Петербургского лесного и межевого института.
- Егор Андреевич Петерсон (1864—1871)[4] – директор Санкт-Петербургского земледельческого института.
- Никанор Васильевич Синявский (1871—1874)[5] – директор Санкт-Петербургского земледельческого института.
- Фёдор Александрович Постельс (1874—1881) – директор Санкт-Петербургского лесного института.
- Николай Иванович Раевский (1881) – директор Санкт-Петербургского лесного института.
- Василий Тарасович Собичевский (1881—1887) – директор Санкт-Петербургского лесного института.
- Николай Семёнович Шафранов (1887—1889) – директор Санкт-Петербургского лесного института.
- Эдуард Эдуардович Керн (1899—1905) – директор Санкт-Петербургского лесного института.
- Пётр Самсонович Коссович (1905—1907) – первый выборный директор Санкт-Петербургского лесного института.
- Орлов Михаил Михайлович (1907-1909) – директор Санкт-Петербургского Императорского лесного института.
- Пётр Самсонович Коссович (1909—1911) – директор Санкт-Петербургского Императорского лесного института.
- Александр Петрович Фан-дер-Флит (1911—1916) – директор Санкт-Петербургского Императорского лесного института.

- Иванов Леонид Александрович (1917-1918) – директор Петроградского лесного института.
- Оболенский Владимир Николаевич (1918-1921) – директор Петроградского лесного института.
- Доппельмаир Георгий Георгиевич (1921-1925) – директор Петроградского лесного института.
- Дингельштедт Фёдор Николаевич (1925-1928) – директор Ленинградского лесного института.
- Шульц Адольф Иосифович (1928-1932) – директор Ленинградской лесотехнической академии.
- Самойлов Алексей Васильевич (1932-1935) – директор Ленинградской лесотехнической академии.
- Мельников Иван Яковлевич (1935-1936) – директор Ленинградской лесотехнической академии.
- Сукачев Владимир Николаевич (1936-1937) – директор Ленинградской лесотехнической академии.
- Максимов С.А. (1937-1938) – директор Ленинградской лесотехнической академии.
- Малюков Михаил Фёдорович (1938-1947) – директор Ленинградской лесотехнической академии.
- Салтыков Михаил Иванович (1947-1952) – директор Ленинградской лесотехнической академии.
- Никитин Виктор Михайлович (1952-1963) – директор Ленинградской лесотехнической академии.
- Шарков Василий Иванович (1964-1973) – ректор Ленинградской лесотехнической академии.
- Киприанов Алексей Иванович (1973-1985) – ректор Ленинградской лесотехнической академии.

- Онегин Владимир Иванович (1985-2005) – ректор Ленинградской (с 1991 – Санкт-Петербургской) лесотехнической академии.
- Селиховкин Андрей Витимович (2005-2015) – ректор Санкт-Петербургской лесотехнической академии (с 2011 года – университета).
- Беленький Юрий Иванович (2015-2020) – ректор Санкт-Петербургского лесотехнического университета
- Мельничук Ирина Альбертовна (2020-2027) – ректор Санкт-Петербургского государственного лесотехнического университета

## Известные выпускники и профессора
- Андреев, Евгений Николаевич — вёл кафедру сельскохозяйственной технологии (1863—1878)
- Антюх, Наталья Николаевна — выпускница, олимпийская чемпионка в беге на 400 м с барьерами (2012).
- Арнольд, Фёдор Карлович — выпускник 1839 года; с 1857 — профессор института, в 1876—1883 годах — директор Петровской земледельческой и лесной академии
- Барышевцев, Василий Васильевич — личный дворянин, чиновник лесного ведомства, действительный статский советник, гласный Омской городской думы, преподаватель, общественный деятель
- Бобров, Рэм Васильевич — выпускник ЛЛТА 1954 года; зам. министра лесного хозяйства РСФСР (1971—1988)
- Богданов, Пётр Лукич — выпускник Ленинградского лесного института 1927 года; профессор ЛЛТА
- Богословский, Сергей Алексеевич — выпускник Лесного института 1907 года, профессор кафедры лесной технологии (с 1939), создатель лесоэкономического факультета
- Бородин, Иван Парфеньевич —  ботаник, популяризатор науки, зачинатель российского природоохранного движения, один из основателей этико-эстетического подхода в заповедном деле и охране дикой природы.
- Букейханов, Алихан Нурмухамедович — общественный и политический деятель
- Врублевский, Валерий Антоний (15 декабря 1836 — 5 августа 1908) — деятель польского, белорусского и международного революционного движения.
- Генко Нестор Карлович — выпускник (1858?); почётный член Лесного института (1903)
- Гребницкий, Адам Станиславович — выпускник (1883); учёный-садовод и помолог. Профессор плодоводства и огородничества (1918).
- Добровлянский, Василий Яковлевич  — выпускник, профессор, ботаник, видный учёный в области лесного хозяйства и анатомии растений, дендролог.
- Дубяго, Татьяна Борисовна - (1899—1959) — видный российский ландшафтный архитектор, талантливый педагог, крупный специалист в области садово-паркового искусства. Доктор архитектуры, профессор Ленинградской лесотехнической академии. Создатель первого в СССР курса лекций по садово-парковому искусству. Автор первых научных исследований по Летнему саду в Ленинграде (1941).
- Дылис, Николай Владиславович  —  выпускник (1932); геоботаник, лесовод, географ, доктор биологических наук, профессор
- Казимиров, Николай Иванович — член-корреспондент ВАСХНИЛ (1975)
- Караваев, Леонид Никифорович — выпускник; финансовый директор Всесоюзного лесопромышленного объединения «Пермлеспром»
- Колокольников, Владимир Васильевич — член Государственной Думы Российской Империи II созыва
- Кульбейкин, Михаил Павлович — министр лесной и бумажной промышленности Украинской ССР
- Лачинов, Дмитрий Александрович — основатель кафедры физики (1864), с 1890 года — профессор кафедры физики и метеорологии
- Матвеев, Александр Матвеевич — русский советский богослов, профессор Ленинградской духовной академии.
- Морозов, Георгий Фёдорович — профессор, создатель современного учения о лесе
- Огиевский, Василий Дмитриевич — учёный-лесовод, профессор, основоположник опытного лесного дела, организатор создания первой в России контрольной станции лесных семян (1909).
- Николай Иванович Остапенко Генеральный директор ПМДО «Дружба» г. Майкоп. Участник Великой Отечественной войны. Герой Социалистического Труда (1976). Депутат Верховного Совета СССР 7 созыва (1966—1970)
- Осип Дымов — русско-еврейский и американский писатель и журналист, брат Якова Перельмана. Выпускник 1902 года
- Перельман, Яков Исидорович — выпускник 1908 года, советский популяризатор науки
- Петров Сергей Андреевич — выпускник, защитник сборной России по футболу
- Половко, Анатолий Михайлович — заведующий (1973-1991), затем профессор (1991-2007) кафедры информатики и вычислительной техники
- Померанцев, Илиодор Иванович — профессор (1891—1894)
- Прилепо, Николай Михайлович — выпускник 1951 года, министр лесной промышленности РСФСР в 1984—1990 годах
- Рейман Андрей Леопольдович - председатель Совета по ландшафтной архитектуре Союза архитекторов Санкт-Петербурга, ученик Т.Б.Дубяго.
- Семёнов, Виктор Семёнович — выпускник 1829 года; преподаватель с 1834 года, директор с 1858 года
- Соколов, Сергей Яковлевич — выпускник 1924 года; член-корреспондент АН СССР, профессор, директор Ботанического сада в Ленинграде
- Сорокина, Светлана Иннокентьевна — выпускник 1979 года; российская журналистка, член Академии Российского телевидения
- Сукачёв, Владимир Николаевич — выпускник Петербургского лесного института 1902 года; создатель кафедры дендрологии и систематики растений Академии, заведующий этой кафедрой (1919—1941)
- Тихомиров, Дмитрий Алексеевич — профессор богословия.
- Тольский, Андрей Петрович — выпускник 1897 года, один из пионеров лесоразведения в засушливых районах России, специалист по лесным культурам и метеорологии.
- Холопов, Виктор Михайлович — выпускник 1934 года, директор Кондопожского ЦБК, Герой Социалистического Труда
- Шейдаев, Рамиль Теймурович — выпускник 2020 года, нападающий сборной Азербайджана по футболу
- Щепащенко, Геннадий Леонтьевич — выпускник 1965 года; доктор наук, профессор
- Нонг Дык Мань (вьетн. Nông Đức Mạnh; 11 сентября 1940) — вьетнамский политический и государственный деятель, Генеральный секретарь Центрального Комитета Коммунистической партии Вьетнама с 2001 по 2011 год. окончил в 1971 году (почти два десятилетия спустя, Нонг Дык Маню было присвоено звание почётного доктора СПбГЛТА).
- Магдеев Наиль Гамбарович мэр города Набережные Челны. Министр лесного хозяйства республики Татарстан с 2010 по 2015 год.

Михаил Левшин руководитель театра "Комедианты"http://vsevvesti.ru/2015/03/27/%D1%80%D0%BE%D0%B6%D0%B4%D1%91%D0%BD%D0%BD%D1%8B%D0%B5-%D0%B4%D0%BB%D1%8F-%D1%81%D1%86%D0%B5%D0%BD%D1%8B/

## Филиалы
- Лисинский учебно-опытный лесхоз
- Охтинский учебно-опытный лесхоз
- Сыктывкарский лесной институт

## В искусстве
Ряд сюжетов романа Леонида Леонова «Русский лес» происходит в Санкт-Петербургском лесном институте.

## Фoтогалерея

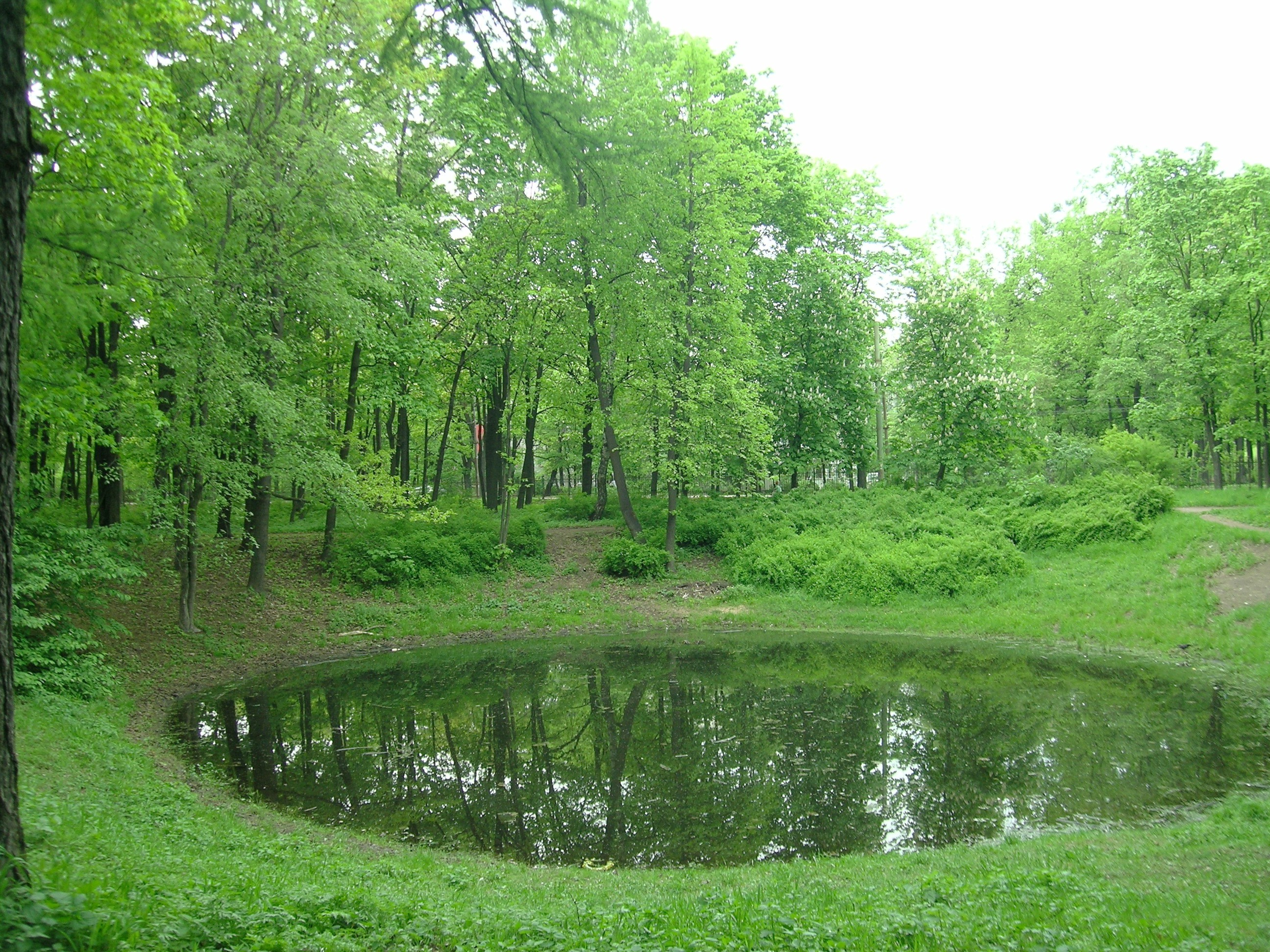
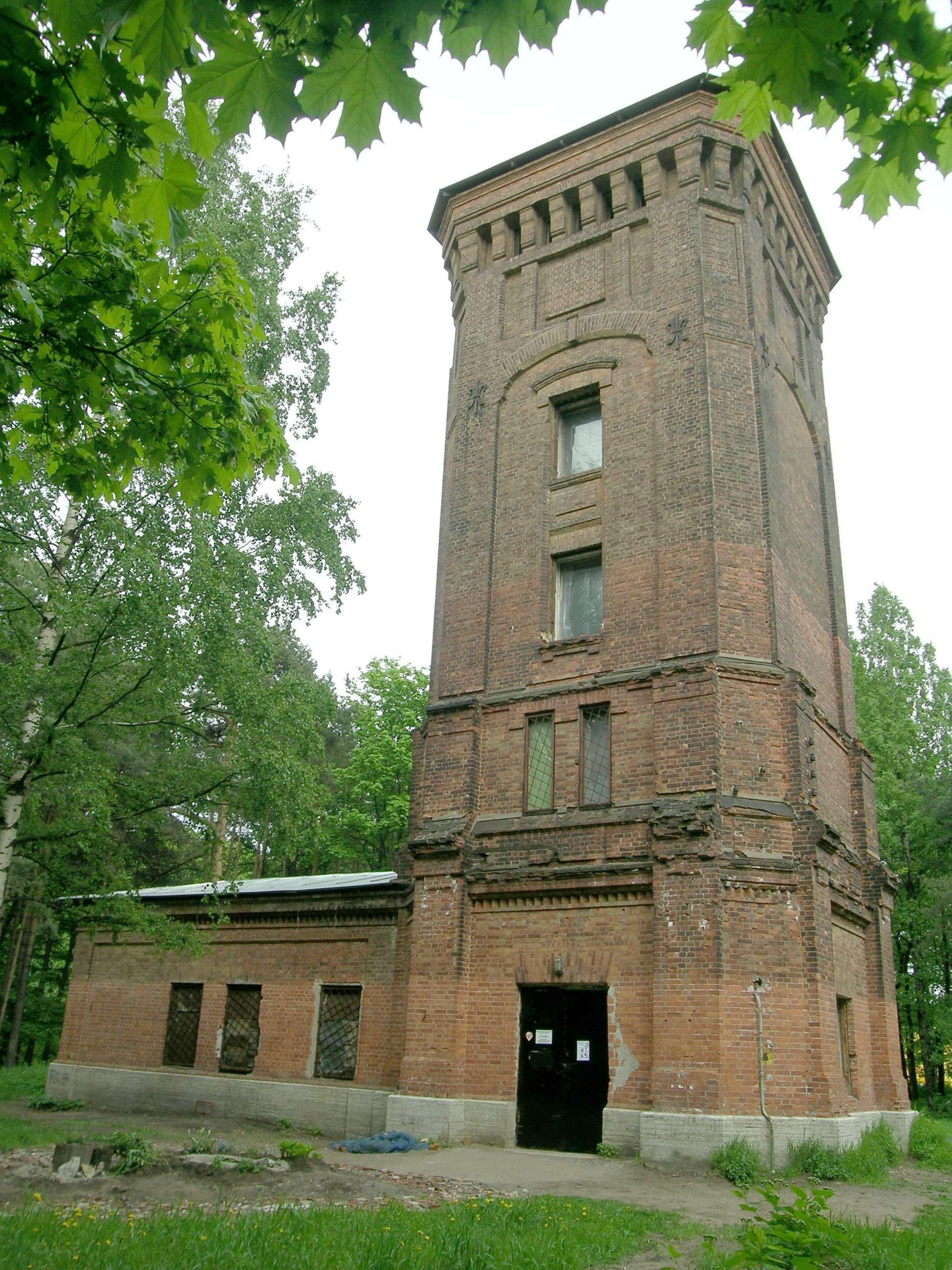
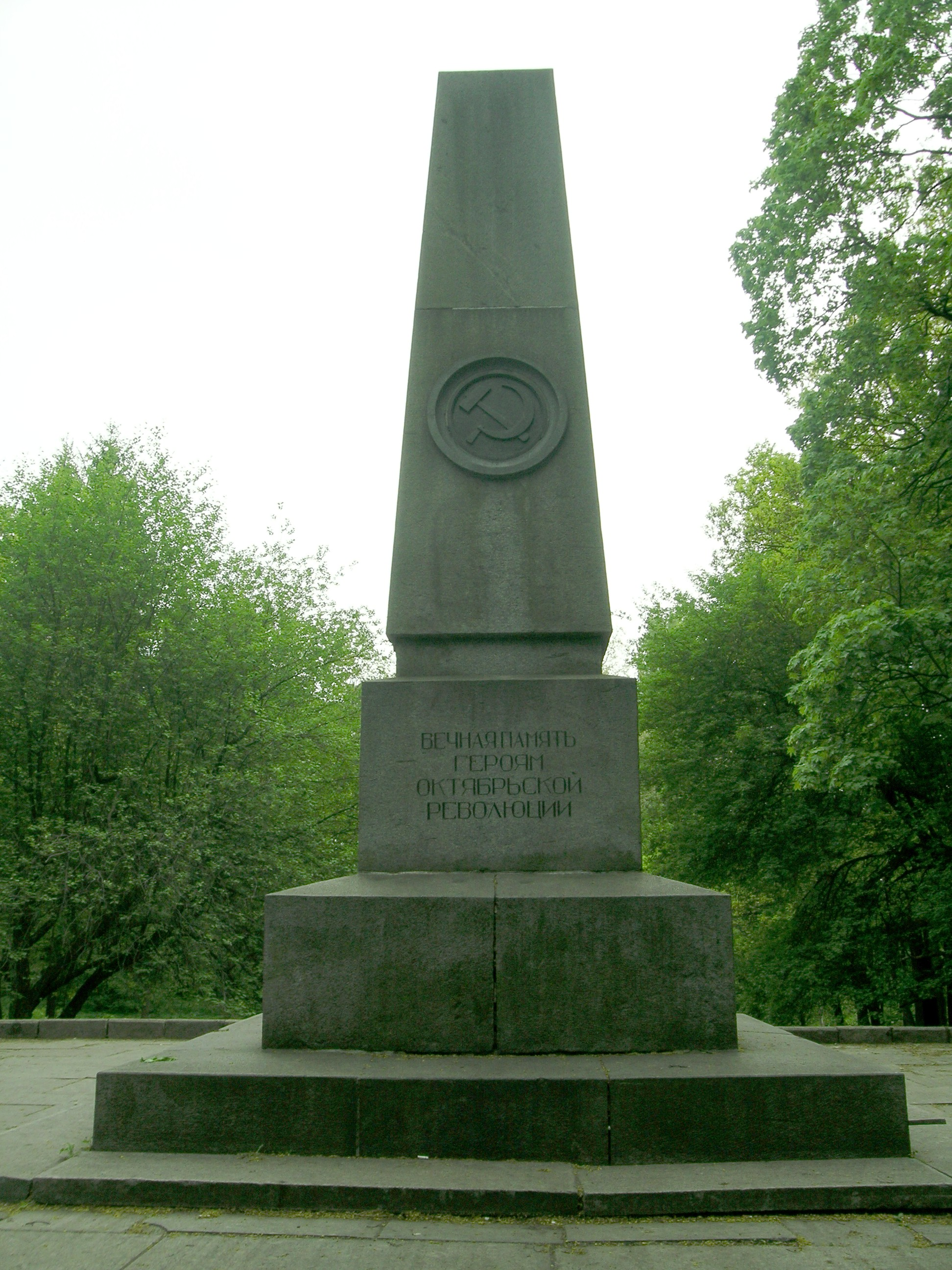
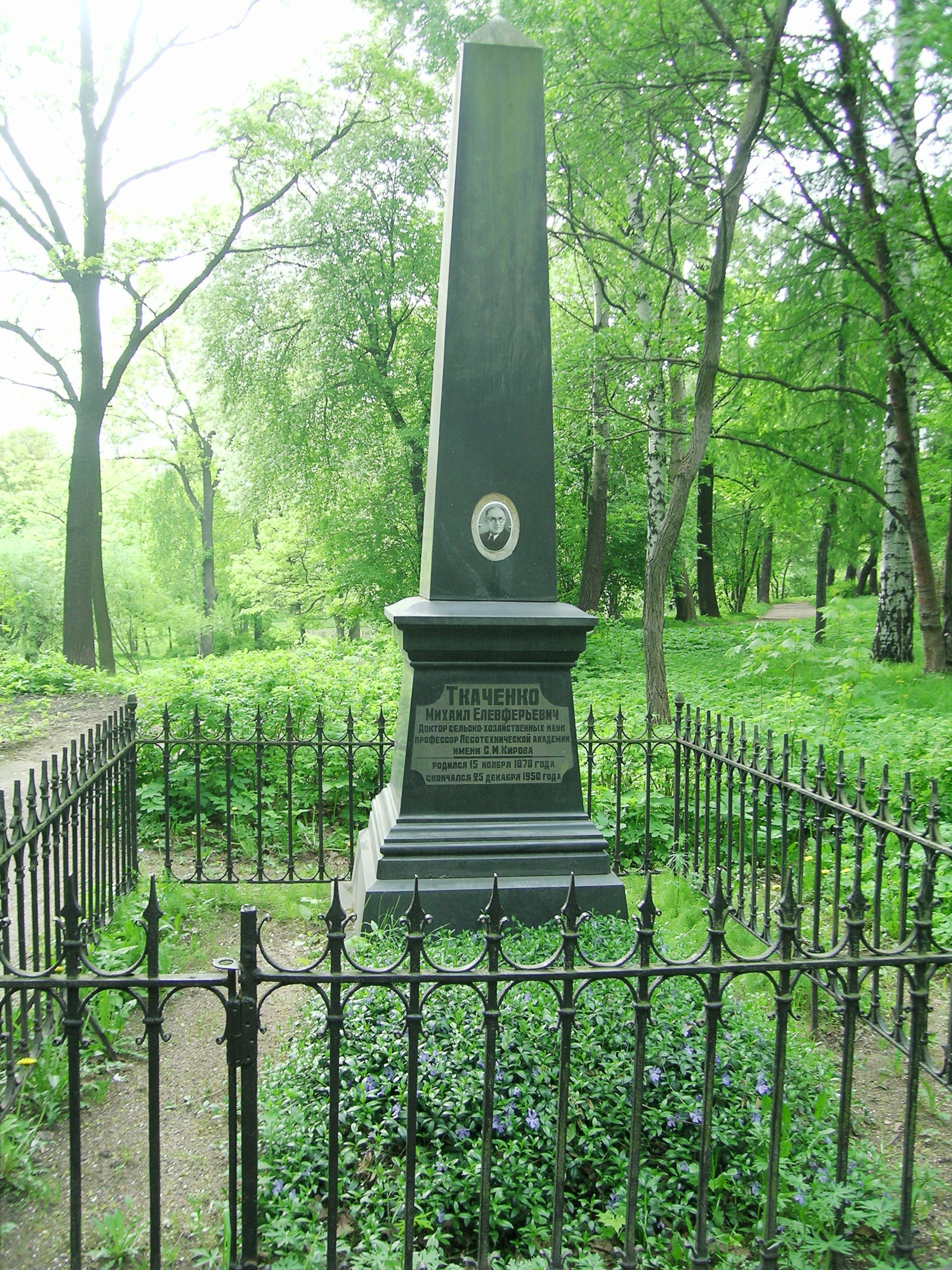
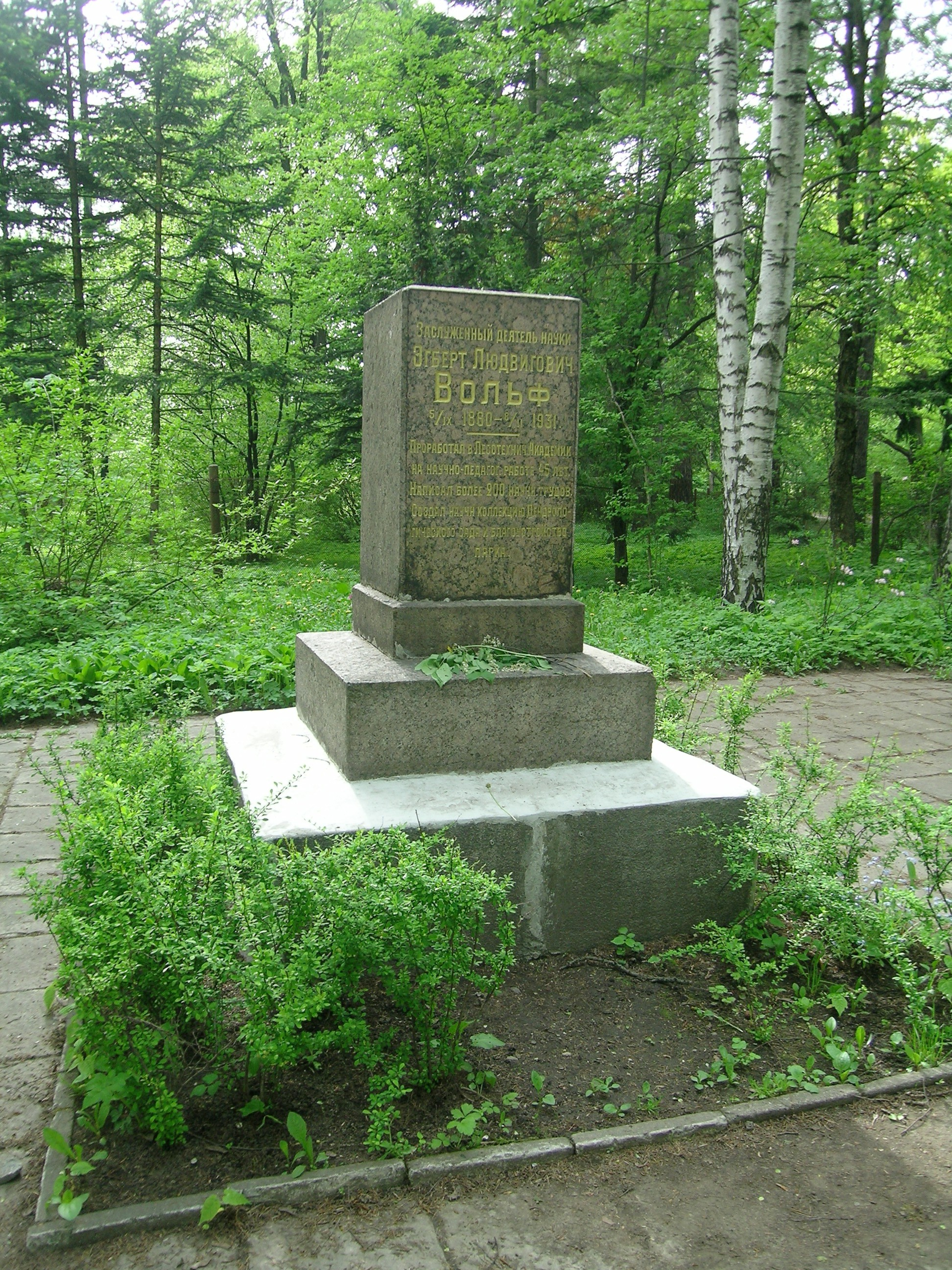
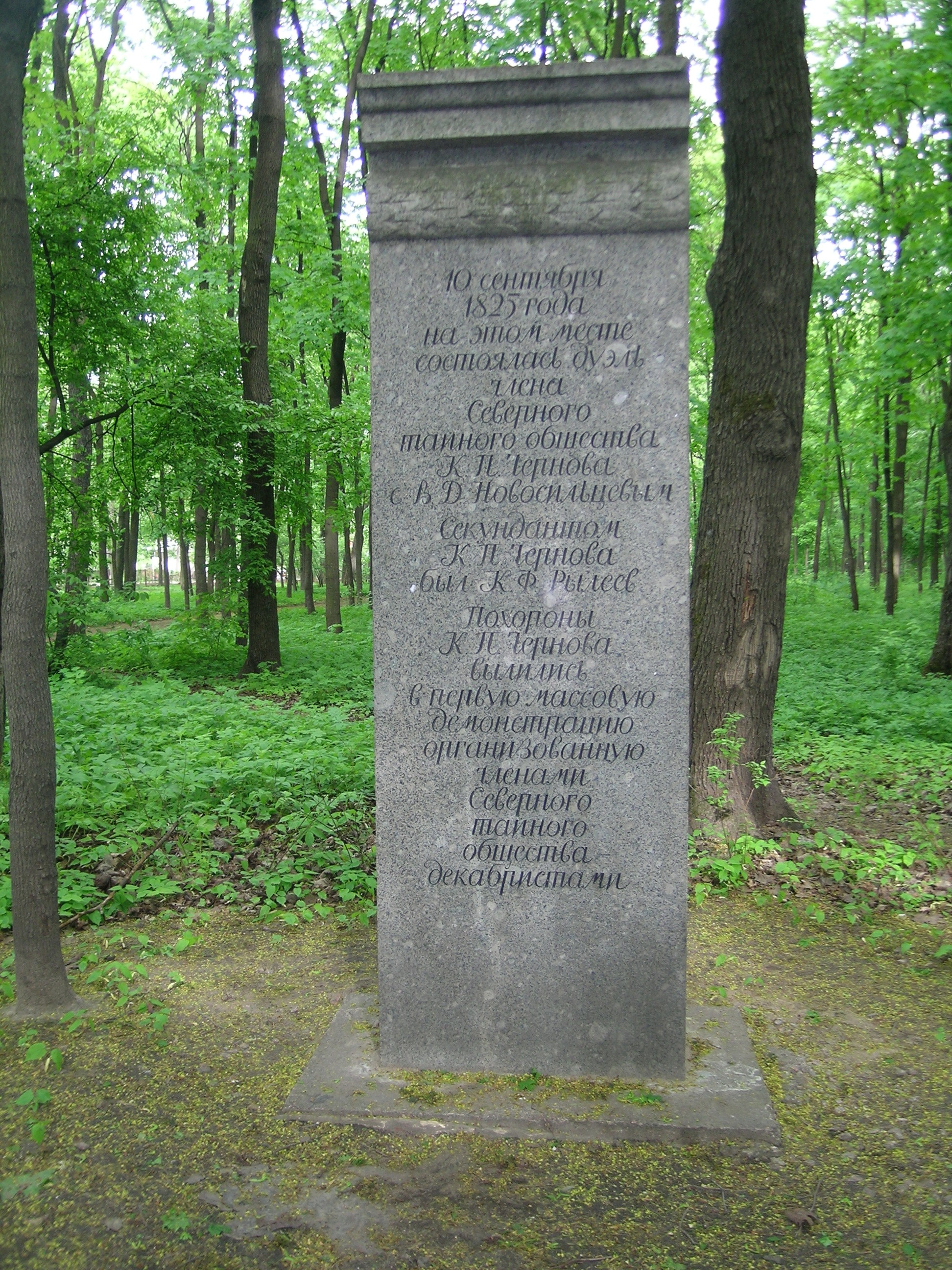